# El hoyo en la cerca
El hoyo en la cerca è un film del 2021 diretto da Joaquin del Paso.

## Trama
In un esclusivo campeggio nella campagna messicana, gli studenti di una prestigiosa scuola privata vengono istruiti per diventare l'élite del futuro. La presenza di un buco nella recinzione darà vita ad una serie di preoccupanti e misteriosi eventi.

## Riconoscimenti
- 2021 - Antalya Golden Orange Film Festival
  - Nomination Miglior film
- 2021 - Cairo International Film Festival[1]
  - Miglior film
- 2021 - Festival de Huelva - Cine Iberoamericano
  - Nomination Miglior film
- 2021 - Hollywood Music In Media Awards[2]
  - Nomination Best Original Score - Independent Film (Foreign Language)
- 2021 - Morelia International Film Festival
  - Nomination Miglior film
  - Nomination Miglior regista
- 2021 - Mostra internazionale d'arte cinematografica
  - Miglior fotografia
  - Nomination Queer Lion[3]
  - Nomination Venice Horizons Award al miglior film
- 2021 - Warsaw International Film Festival[4]
  - Nomination Miglior film
- 2022 - Premio Ariel
  - Nomination Miglior sceneggiatura
  - Nomination Miglior suono
  - Nomination Miglior colonna sonora
  - Nomination Miglior costume
  - Nomination Miglior montaggio
- 2022 - FICUNAM Festival International de Cine UNAM
  - Nomination Miglior film messicano